# Wydeptywanie
Wydeptywanie – rodzaj szkód wyrządzanych przez zwierzynę łowną wśród młodych drzew i roślin runa leśnego, które zlokalizowane są na szlakach wędrówek zwierząt, w ostojach lub w miejscach koncentracji (np. podczas godów). Uszkodzenia powstają w wyniku tratowania i przydeptywania racicami młodych drzew i roślin zielonych. Występujące przegęszczenie populacji kopytnych na danym obszarze prowadzi do następujących szkód: nadmiernego spasania i zaniku poszczególnych roślin zielonych i drzewiastych oraz przyczynia się do erozji gleby szczególnie na zalesionych zboczach górskich.  